# Mama Mataboe
Mama Mataboe is het 235ste stripverhaal van Jommeke. De reeks wordt getekend door striptekenaar Jef Nys. Het album verscheen op 3 oktober 2006.

## Personages
In dit verhaal spelen de volgende personages mee:
- Jommeke, Flip, Filiberke, Professor Gobelijn, en de Begijntjes.

## Verhaal
In de Afrikaanse wildernis wordt de Mama van Mataboe gestoken door de gevaarlijke steek-steek vlieg. De steek van zo'n vlieg is dodelijk als niet snel een antistof wordt toegediend. Mataboe slaagt erin professor Gobelijn te bereiken. Professor Gobelijn besluit direct om samen met Jommeke, Filiberke, Flip en Eufrasieke te vertrekken naar de Afrikaanse wildernis om Mama Mataboe te gaan helpen.
Eens ter plaatse moet eerste een levende steek-steekvlieg gevangen worden om het antistof te maken, dit lukt zonder verdere problemen. Maar Mama Mataboe is nog steeds spoorloos. De ganse groep gaat op zoek in de jungle naar Mama Mataboe. Tot overmaat van ramp worden ze ook nog gevangengenomen door een gevaarlijke stam "De Groene Teuten". Later kunnen ze ontsnappen dankzij de hulp van Filiberke, die achtergebleven was. Na heel wat gevaarlijke hindernissen vinden ze Mama Mataboe terug. Professor Gobelijn kan het antistof toedienen en na enkele minuten is Mama Mataboe weer de oude.
Met een barbecuefeest loopt het verhaal goed af.